# Els Ribots (Hortoneda)
Els Ribots és una petita partida rural del terme municipal de Conca de Dalt, a l'antic terme d'Hortoneda de la Conca), al Pallars Jussà. És en territori del poble d'Hortoneda.
Està situat a prop i al nord-oest d'Hortoneda, en el coster que des del poble davalla en aquella direcció cap a l'Horta d'Hortoneda.
Consta de 0,8936 hectàrees de conreus de secà.